# 调河头镇
调河头镇，原为调河头乡，是中华人民共和国河北省廊坊市安次区下辖的一个乡镇级行政单位。2021年12月30日，撤乡设镇。

## 行政区划
调河头镇下辖以下地区：
北邵庄村、北马庄村、朱官屯村、洛驼庄一村、洛驼庄二村、洛驼庄三村、前马庄村、中马庄村、南马庄村、南郭庄村、第什里村、石桥村、西张庄村、西曹庄村、调河头村、岔河村、小沈庄村、胡庄子村、小会庄村、张村、东太平村、西太平村、哈港村、冯村、黄堤村、青杨术村、韩场村、祁坨村、南邵庄村和大沈庄村。